# Pariser Platz
La Pariser Platz (literalment, Plaça parisenca) és un gran plaça quadrada, d'aproximadament 1,5 hectàrees, situada a Dorotheenstadt, al districte berlinès de Mitte.
Es troba a la cara est de la Porta de Brandenburg, que marca el final del bulevard Unter den Linden i la contrapart de la Platz des 18. März a l'altra banda de la porta. Allà acaba el Tiergarten que travessa l'Straße des 17. Juni
Des de 1945 fins a la reunificació alemanya la Pariser Platz es trobava al costat mateix del límit de sector que dividia el Berlín Est del Berlín Oest i formava part, des de la construcció de mur, l'any 1961, de la franja de la mort. Des de la caiguda de l'RDA el 1989, la plaça torna a estar oberta lliurement per als vianants. Els berlinesos qualifiquen la plaça com el "millor ambient de Berlín"

## Història

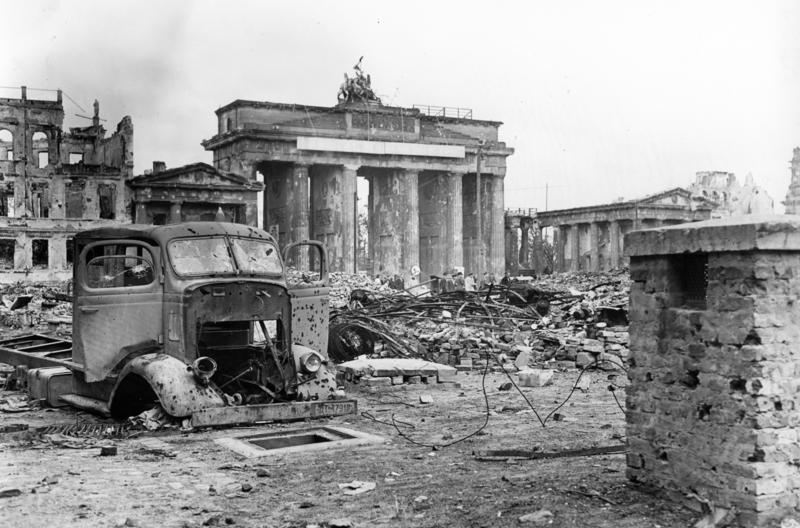
Pariser Platz al juny de 1945

La Pariser Platz va ser creada entre 1732 i 1734 per Philipp Gerlach, en el curs del segon eixample urbà barroc (també la Friedrichstadt) sota el govern de Frederic Guillem I de Prússia. Va ser edificada amb el palau. El nom original de la plaça era - d'acord amb la seva forma - Viereck (és a dir, quadrada) o - després amb el mot francès - Quarré. Junt amb les places aparegudes alhora, Achteck o Octogon (avui: Leipziger Platz) i el circular Rondell (avui: Mehringplatz) predefiní els nous límits de la ciutat.
L'any 1814 rebé el seu nom actual amb ocasió de la conquesta de París per les tropes prussianes durant la guerra d'alliberament. Pels volts de 1850 s'unificà l'edificació de la plaça en estil classicista. L'any 1880 el director de jardineria Hermann Mächtig estructurà la plaça de nou.
La Pariser Platz va ser fortament destruïda durant la Segona Guerra Mundial. Els edificis restants van ser enderrocats completament amb la construcció del mur de Berlín, i només hi quedaren les restes de l'Akademie der Künste. Només a partir del 1993, després de la caiguda del mur de Berlín, hi va haver una forta controvèrsia sobre la reconstrucció de la plaça.
Finalment, la plaça ver ser edificada un altre cop, segons les especificacions de configuració de Bruno Flierl i Hans Stimmann, completades per mesures del Senat de Berlín. Eren punts essencials els ràfecs berlinesos" de 22 metres, així com l'obligatorietat de fer servir per als nous edificis finestres que no ocupessin més del 50% de la façana en vidre. Els elements històrics i la manera de construcció moderna haurien de constituir una unitat per connectar amb els "temps d'or" de la plaça.
La mateixa plaça va ser reconstruïda amb idees del conservador de monuments de l'Estat Klaus von Krosigk, incloent-hi la font de palmeta i l'empedrat de granit, segons els models històrics.

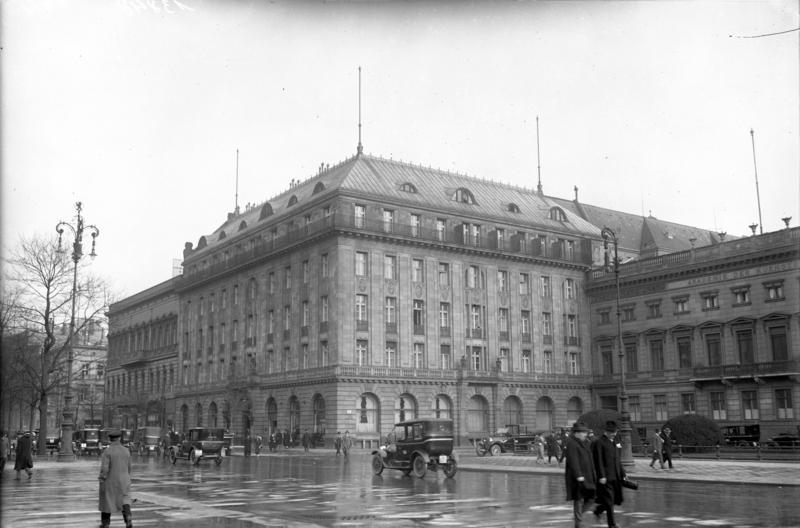
Vista de la Pariser Platz amb l'Hotel Adlon, 1926
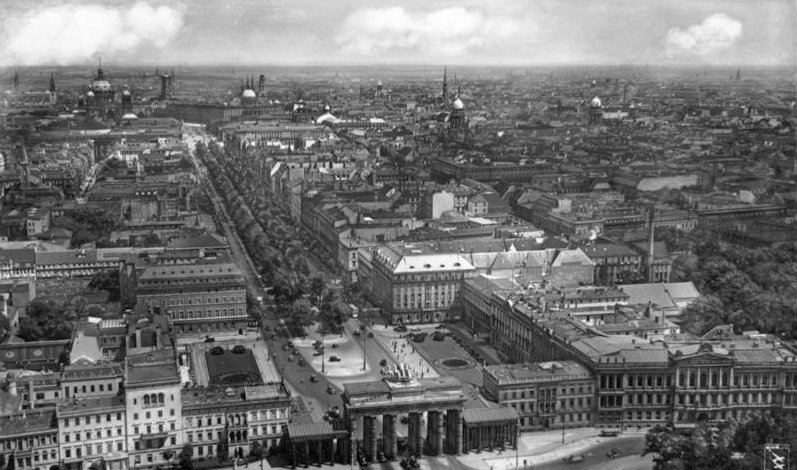
Pariser Platz, 1931
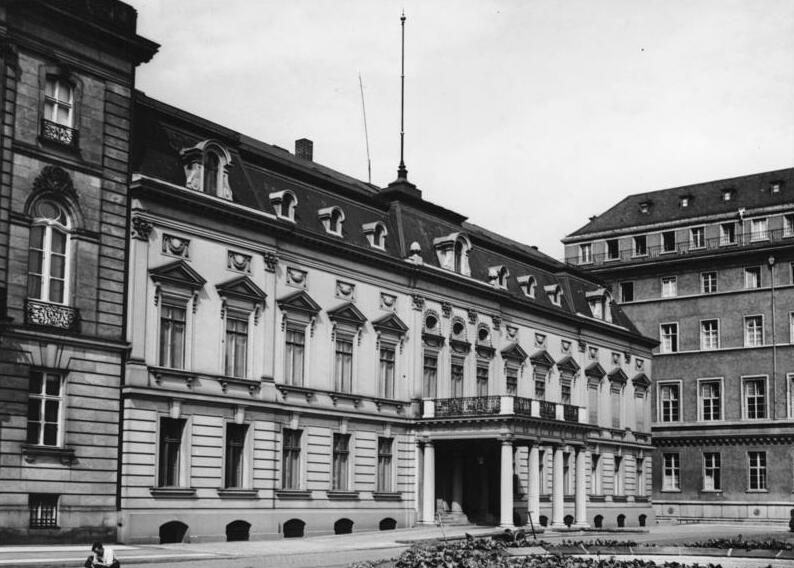
Palais Beauvryé (Ambaixada francesa), 1937
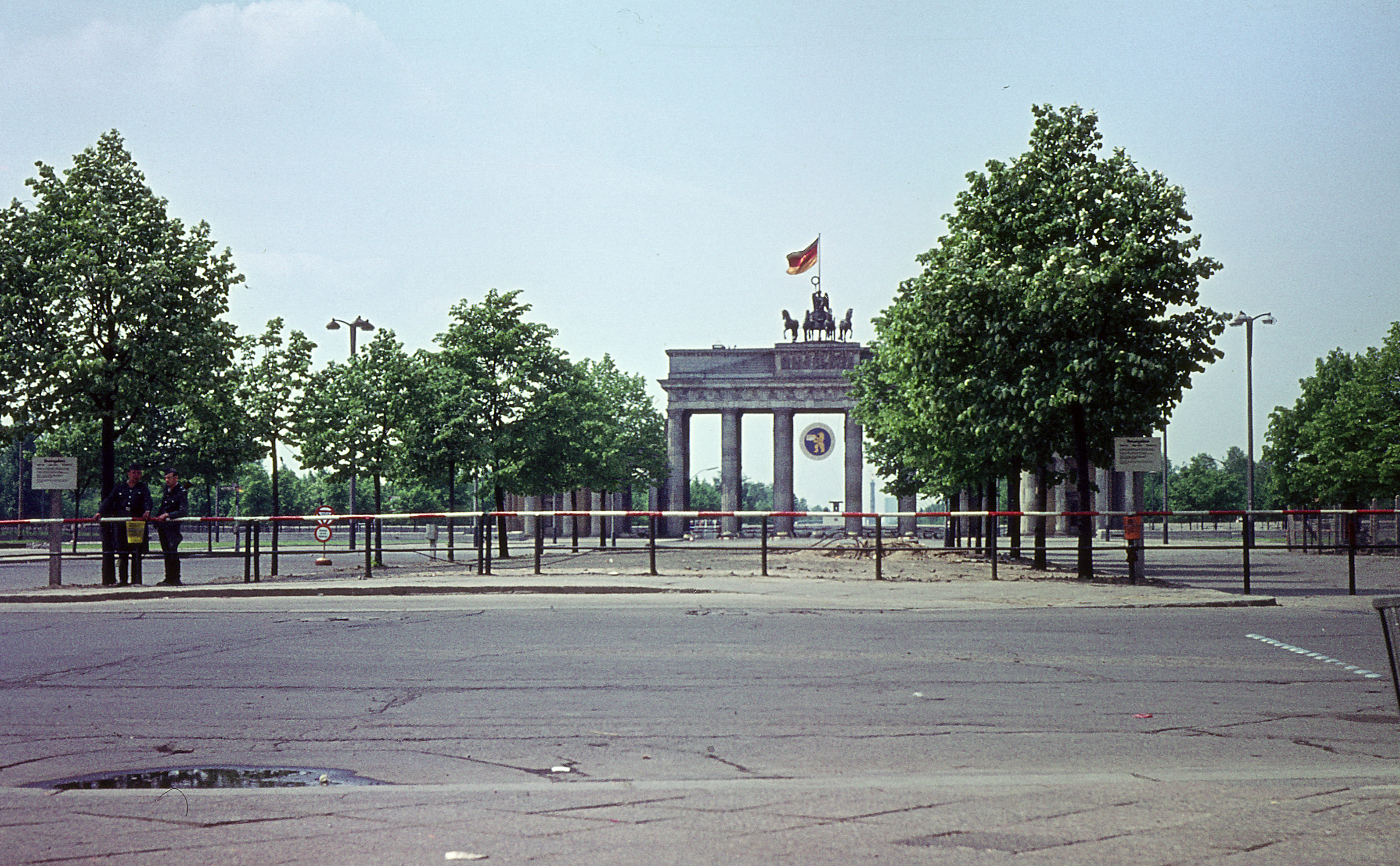
Pariser Platz, vista de l'Est, 1964
Pariser Platz amb la Porta de Brandenburg
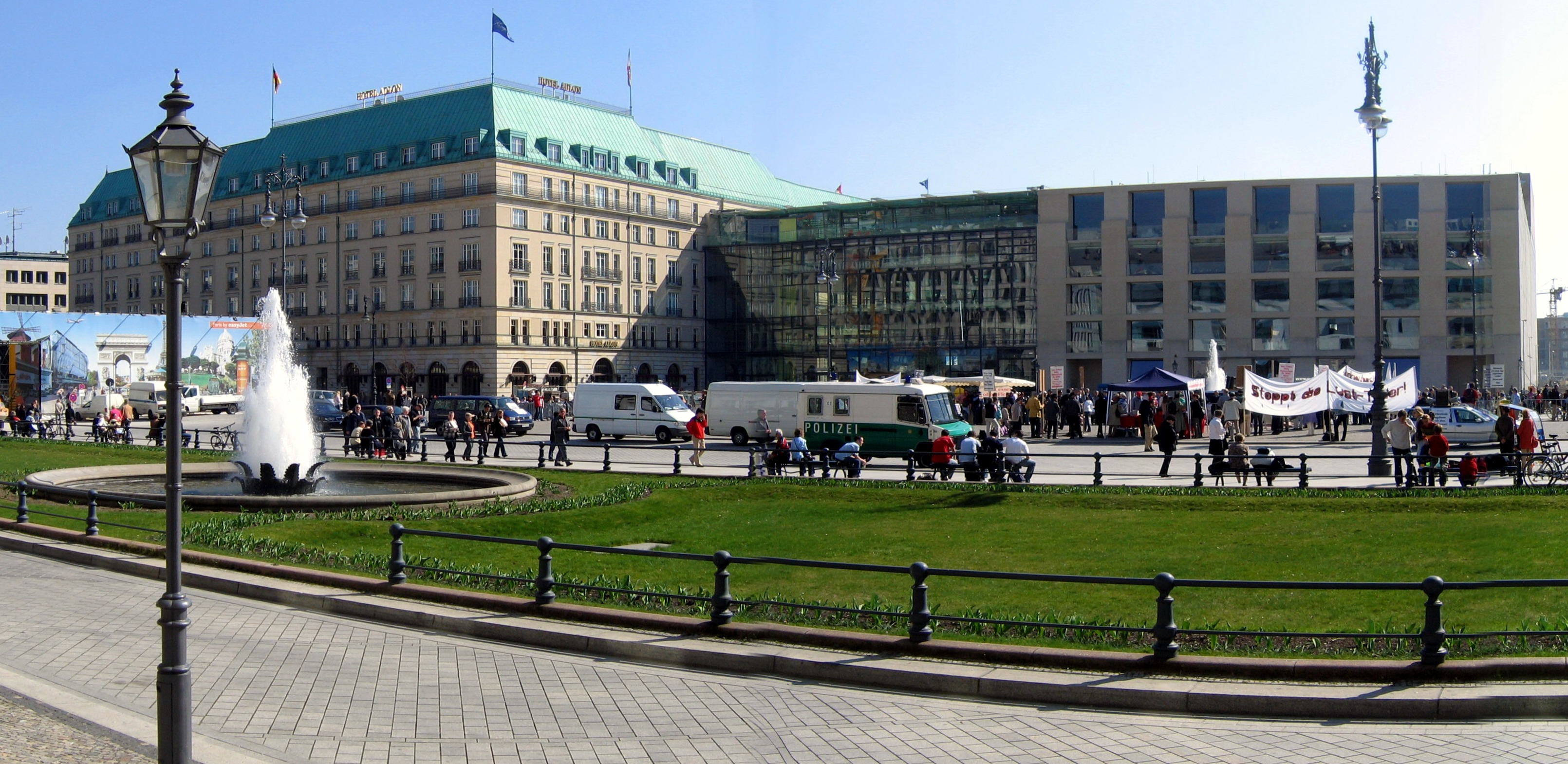
Vista cap a l'Hotel Adlon, 2005
Straßenschild i Porta de Brandenburg, 2010

## Edificis adjacents

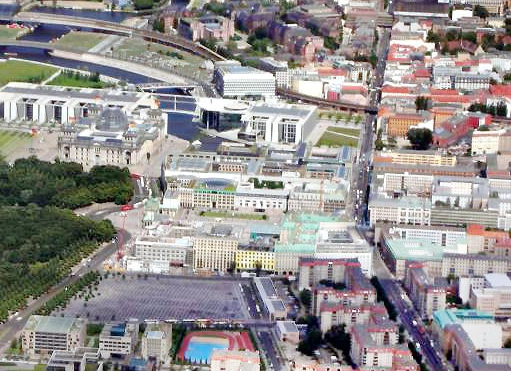
Vista aèria l'any 2006

Directament a la plaça es trobaven o bé es troben els edificis següents (contràriament al sentit de les agulles del rellotge):
- Porta de Brandenburg
- Sommer Haus (Casa d'estiu), Pariser Platz 1, avui Commerzbank
- Ambaixada dels Estats Units a Berlín, Pariser Platz 2 (abans Palais Blücher)
- Palais Wrangel, Pariser Platz 3, heute DZ-Bank-Gebäude am Pariser Platz
- Palais Wrangel, Pariser Platz 3, avui Edifici del Banc DZ
- Palais Arnim, Pariser Platz 4, seu de l'Akademie der Künste', i anteriorment seu de l'oficina del Generalbauinspektor (G.B.I.) Albert Speer
- Palais Redern, posteriorment Hotel Adlon (Unter den Linden 77)
- La Pariser Platz és també, des del 8 de maig del 2006, l'oficina principal de la revista política Der Spiegel,[2] També és la seu d'una filial de l'Starbucks així com del Museu Kennedy[3]
- Palais Beauvryé, Pariser Platz 5, des de 1835 seu de l'ambaixada francesa; destruïda el 1945, avui seu de la nova Ambaixada francesa a Berlín
- Casa d'Eugen-Gutmann-Haus, Dresdner Bank, Pariser Platz 5a–6
- Palau a la Pariser Platz, Pariser Platz 6a
- Casa de Liebermann Pariser Platz 7

En l'entorn més proper de la plaça es troben:
- Al nord, l'Edifici del Reichstag
- A l'oest, el Memorial de guerra soviètic a Tiergarten
- Al sud, el Monument per als jueus assassinats d'Europa
- Al sud-oest l'Ambaixada del Regne Unit
- A l'est, les ambaixades de Rússia i Hongria

## Antics residents notables
- Achim von Arnim, poeta
- August von Kotzebue, dramaturg
- August Wilhelm Iffland, actor, director de teatre i dramaturg
- Gebhard Leberecht von Blücher, heroi de poble i líder d'exèrcit
- Friedrich Carl von Savigny, Ministre d'Estat prussià
- Friedrich Wilhelm von Redern, director general dels Espectacles Reials
- Giacomo Meyerbeer, compositor
- Graf Friedrich von Wrangel, líder d'exèrcit prussià popular i governador de Berlín
- Max Liebermann, pintor
- Albert Speer, arquitecte i ministre d'armament en temps del nacionalsocialisme